# Wuhlebecken

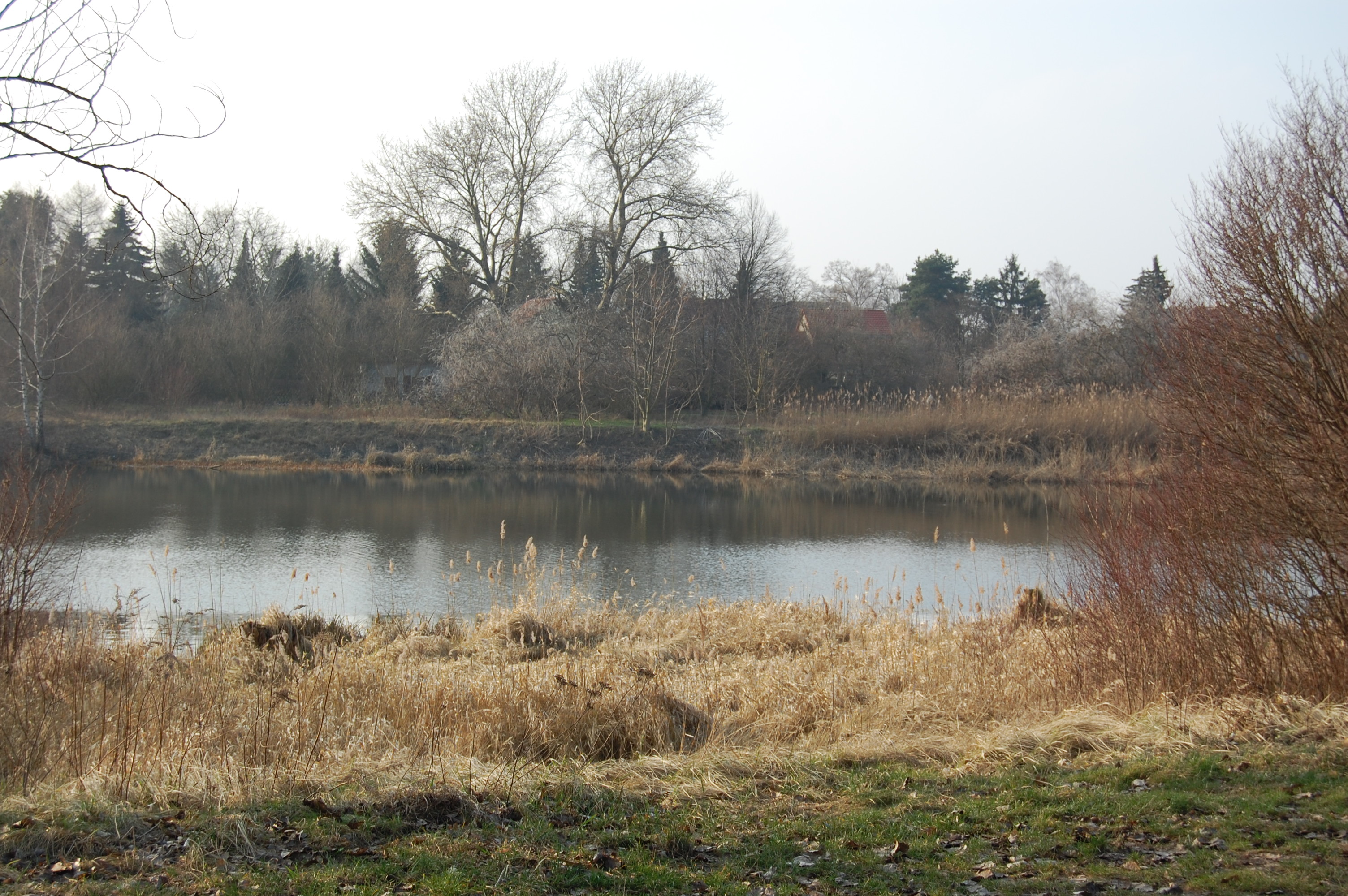
Wuhlesee

Das Wuhlebecken ist ein See im Berliner Bezirk Marzahn-Hellersdorf. Es wird auch als Wuhlesee bezeichnet. Es befindet sich im südlichen Verlauf der Wuhle und ist mit fast sechs Hektar Größe einer der größten Seen, welche die Wuhle ausbildet. Er misst an der breitesten Stelle 110 Meter und ist über 520 Meter lang, dabei ist er mit fünf Metern recht tief und umfasst damit ein großes Volumen an Süßwasser.

## Beschreibung
Der See wird an seinem Anfang, wie an seinem Ende durch zwei Schleusen gestaut und die Wuhle wird in einem Nebenarm westlich um den See geleitet. Somit bildet sich zwischen dem Becken und dem Nebenfluss ein unzugänglicher, geschützter Uferstreifen, der zwischen fünf und zehn Metern breit ist.
Landschaftlich stellt das Wuhlebecken und seine Umgebung eine abwechslungsreiche Gegend dar, die den Besucher zum Spazieren gehen einlädt. Am Ostufer des Beckens, dem einzigen unverbauten Gewässerrand der Wuhle, befinden sich große Schilf- und Röhrichtflächen und einige Baumgruppen. Am Ufer des Nebenarms im Westen, befindet sich eine neu angepflanzte Reihe von Trauerweiden. In großen Bereichen ist die Wuhle an ihrer Böschung durch dichte Büsche und Sträucher geprägt und bietet somit, nebst ihrer großen pflanzlichen Artenvielfalt Schutz für zahlreiche Tierarten und bildet somit ein ausgeprägtes Biotop. Die Vielfalt der Vegetation vor allem in Ufernähe hebt sich deutlich von anderen Gewässerstrecken ab. Wasservögel finden auf dem abgesperrten Damm die benötigte Ruhe zum Brüten und der Fischbestand des Wuhlebeckens steht mit der Spree in Verbindung.

## Entstehungsgeschichte und Quellgebiet
Die Wuhle, als Zufluss der Spree, entstand am Ende der letzten Eiszeit vor rund 18.000 Jahren als Abfluss für das Schmelzwasser der Gletscher und liegt am Rand des Berliner Urstromtals. Sie entspringt in Ahrensfelde.
Seit dem Abschmelzen der Gletschereisberge wird die Wuhle von Grund- und Versickerungswasser gespeist. Ihr sichtbarer Beginn ist ein schmaler Graben in der Nähe des Bahnhofs Ahrensfelde Friedhof. Von hier bis zu ihrer Mündung in die Spree legt die Wuhle 16,4 Kilometer zurück und überwindet einen Höhenunterschied von rund 30 Metern. Die Wuhle und somit auch das Wuhlebecken befinden sich über großen Jungmoränenlandschaften, die bei ihrer Entstehung kalk- und mineralstoffreiche Bodenschichten hervorbrachten, die begehrtes Ackerland darstellen.
Zunächst befand sich an der heutigen Stelle des Wuhlebeckens ein lang gestreckter Sandrücken, den die Wuhle an westlicher Seite umfloss. In den 1950er Jahren wurden die Wuhle und das Wuhlebecken neu angelegt. Die ausgebaggerten Massen wurden zum Bau des benachbarten Rangierbahnhofs Wuhlheide verwendet. Hierzu wurden temporär Gleise zwischen dem Wuhlebecken und der Bahnhofsbaustelle verlegt. Der neu geschaffene See diente dazu, das Grundwasser abzusenken und außerdem sollten sich die von der Wuhle mitgeführten Schlämme beim Durchfließen des Sees absetzen.
Ende der 1980er Jahre musste die Wuhle erneut ausgebaut werden. Das Klärwerk Falkenberg hatte inzwischen die Funktion der Rieselfelder übernommen, und über die Wuhle wurde das geklärte Wasser abgeleitet. Da immer größere Mengen an Schmutzwasser zu entsorgen waren, nahm auch der Abfluss an Klarwasser zu. Die Durchlasskapazität der Wuhle sollte deshalb von 9 auf 15 m³/s erhöht werden. Gleichzeitig wurde der Wuhlesee auf eine Tiefe von fünf Metern ausgebaggert und auf westlicher Seite von einem Damm eingefasst, so dass die Wuhle jetzt den See umfließt. Ziel war es, über eine Stauanlage die Wasserführung sowie den Grundwasserstand zu regulieren und die Wasserqualität des Sees zu verbessern.

## Klima
Das Klima ist wohl einer der wichtigsten dichteunabhängigen abiotischen Faktoren. Es nimmt gleichermaßen Einfluss auf alle Arten in einem Biotop, da es großflächig wirkt. Die verschiedenen Klimaelemente, wie zum Beispiel Niederschlagsmenge, Temperaturmittel, -maxima und -minima, nehmen Einfluss auf die Gedeihfähigkeit und die Verbreitung eine Art; andererseits können bestimmte Arten als Bioindikatoren für bestimmte Klimaverhältnisse stehen.
Aufgrund der Homogenität des Klimas in größeren Gebieten wurde auf Klimadurchschnittswerte der Region Berlin zurückgegriffen, um somit auch allgemeine, länger gültige Aussagen zu treffen.
Berlin und damit auch das Biotop Wuhlebecken liegt, mit einem Jahrestemperaturmittel von 8,4 °C und einer durchschnittlichen Niederschlagsmenge von 587 mm, in der gemäßigten Klimazone, welche eindeutige Jahreszeiten-Zuordnungen, in Frühling, Sommer, Herbst und Winter, zulässt.
Die für Berlin und Mitteleuropa typischen milden und regenreichen Klimawerte, als auch der geringe Unterschied (19 °C) zwischen Temperaturminimum (−1 °C) und -maximum (18 °C), sind auf den Einfluss des Golfstroms zurückzuführen.
An dem Klimadiagramm von Berlin ist erkennbar, dass die durchschnittlichen Niederschlagswerte in jedem Monat über dem Temperaturmittel liegen. Dies ist Grundbedingung dafür, dass Wachstum stattfinden kann. Somit herrscht im Gebiet Wuhlebecken das ganze Jahr über Wachstumszeit, wobei die bevorzugte Zeit der Entwicklung der Pflanzen von Art zu Art unterschiedlich ist.
Das Klima ermöglicht eine Aussage über die Verbreitung von Arten. Betrachtet man die Mandarinente, so ist erkennbar, dass sich die durchschnittlichen Klimawerte Chinas, einer der Herkunftsregionen der Mandarinente, mit einem Temperaturmittel von 11,9 °C und einem Niederschlagsmittel von 593 mm, nur geringfügig von denen Berlins unterscheiden. Dies ist ein Grund dafür, dass die Mandarinente auch bei uns verbreitet ist, da die hiesigen Klimawerte ihren Toleranzbereich abdecken.

## Wasser
Das Wasser der Wuhle rekrutiert sich nach der Stilllegung des Klärwerks Falkenberg fast ausschließlich vom Grund- und Sickerwasser des 21,3 km² großen Einzugsgebiets. Von diesem Einzugsgebiet sind rund 6,4 km² versiegelt, wobei der Versiegelungsgrad von 31 % deutlich unter dem Berliner Durchschnitt von 40 % liegt. Das Wasser hat den pH-Wert 7 und spiegelt mit 8,4° dH die für Berliner Gewässer charakteristische Wasserhärte wider. Bei einer heutigen Begehung des Wuhlebeckens ist eine starke Grünfärbung des Wassers festzustellen, was auf eine große Algenkonzentration hinweist. Diese Eutrophierung kann verschiedene Gründe haben, wie zum Beispiel eine zu hohe Nährstoffkonzentration im Wasser oder stehende, bzw. langsam fließende Gewässer.
Mit der Stilllegung des Klärwerks im Februar 2003 verringerte sich die jährliche Abflussmenge von 2,6 Mio. m³ im Jahr 2001 auf rund 0,9 Mio. m³ im Jahr 2005. Da die Wuhle damals für eine Abflussmenge von 15 m³/s ausgebaut wurde, vermindert sich nun die Fließgeschwindigkeit in dem breiten Graben und der Abfluss kommt bei besonders heißer und trockener Witterung sogar vollständig zum Erliegen. Deshalb ist die Wasserzirkulation und damit die Sauerstoffkonzentration drastisch gesunken, was die Fischpopulationen vermindert und sogar einzelne Fischarten aussterben lässt, aber auch andere Wassertiere schädigt. Auf der anderen Seite haben sich die Schadstoffwerte des Wassers seit der Schließung weiterhin verbessert, was besonders die Natrium- und Phosphorwerte betrifft.
Obwohl die niedrige Sauerstoffkonzentration und die geringe Fließgeschwindigkeit dem Gewässer und den Wassertieren schwer zu schaffen machen, sind die Wasserwerte im Allgemeinen als gut zu bezeichnen. So liegen alle Schadstoffkonzentrationen unter den zulässigen Grenzwerten für Flachlandgewässer, reichen aber nicht an die Trinkwasserqualität heran.
Im Zuge einer Wasseranalyse des Wuhlebeckens wurde die Nitratkonzentration des Gewässers gemessen, welche bei der Eutrophierung eine starke Rolle spielt, da Nitrat einen wichtigen Nährstoff für die Alge darstellt. Der Wert lag bei 6 mg/l und unterschreitet damit den Grenzwert von 50 mg/l deutlich. Auch der Nitritwert von 0,1 mg/l liegt noch im Toleranzbereich. Die Ammoniumkonzentration war so gering, dass sie sich nicht mehr nachweisen ließ, wird in dem Bericht der Senatsverwaltung jedoch mit 0,002 mg/l bei einem zulässigen Grenzwert von 0,5 mg/l angegeben.
Weiterhin ging die Belastung durch Schwermetalle in den letzten Jahren stark zurück. Großen Anteil daran hatte der Bau der größten deutschen Filteranlage im Biesdorfer Baggersee, in dem sich das Regenwasser des Einzugsgebietes der auf gemeinsamer Trasse verlaufenden Bundesstraßen B 1/B 5 und des Gewerbegebiets Märkische Allee sammelt und der Schlamm sich absetzt. In diesem Schlamm sind die meisten Schwermetalle adsorbiert. Dadurch ging die Konzentration des für die Eutrophierung stark verantwortlichen Nährstoffs Phosphor um 79 % zurück.
Die geringe Nährstoffbelastung des Wassers ist nicht der Auslöser für die Eutrophierung des Wuhlewassers, sondern die oben beschriebenen Kriterien, wie zu wenig Sauerstoff und niedrige Fließgeschwindigkeit. Somit ist eine bessere Wasserqualität nur durch erhöhte Fließgeschwindigkeiten realisierbar. Auf diesen Problempunkt zielen einige Projekte zur Renaturierung der Wuhle ab.

## Projekte zur Renaturierung des Wuhlebeckens

### Voraussetzungen
Eingehend muss man erwähnen, dass man die Projekte an der Wuhle und am Wuhlebecken nicht völlig getrennt betrachten darf, da diese in direktem Zusammenhang stehen. Seit 1994 bekannt wurde, dass das Klärwerk Falkenberg geschlossen werden sollte, existieren viele Pläne und Studien zur Renaturierung der Wuhle. Hierbei unterteilt man den Fluss entsprechend den Voraussetzungen für eine umfassende Renaturierung in zwei Abschnitte: in den Teil nördlich der B 1/B 5, der zahlreiche Möglichkeiten für Rekultivierungsmaßnahmen bietet, und in den südlichen Abschnitt, der auch das Wuhlebecken umfasst. So gibt es im Nordbereich viel freie Fläche bei geringem städtebaulichen Nutzungsdruck, sodass man hier ohne größere Probleme die Wuhle remäandrieren könnte, d. h. die Laufbegradigung wieder rückgängig machen und damit nicht nur wieder eine natürliche Aue schaffen, sondern vielmehr die Fließgeschwindigkeit der Wuhle senken und somit den Nährstoffeintrag in die Folgegewässer vermindern, was gleichzeitig die Eutrophierung unterbindet. Eine weitere entscheidende Bedingung ist die relativ gute Wasserqualität bezüglich der Schadstoffe. Südlich der B 1/B 5 wurde bis an die zur Spree durchgehend begradigte Wuhle herangebaut, was keine großen Maßnahmen zur Retentionserhöhung zulässt.

### Bisherige und gegenwärtige Projekte
Neben den diversen „Unterhaltungsmaßnahmen“ des Gewässers wie zum Beispiel Entschlammung und externe Filterung des Wassers wurde im Jahr 2004 mit dem Bau der Filteranlage im Biesdorfer Baggersee ein erster Schritt zur weiteren Verbesserung der Wasserqualität gemacht. Mitte April dieses Jahres begann zudem ein bis 2008 dauerndes Programm zur Sanierung des Wuhletals. Inhalt dieser Vorhaben sind außer der Anhebung des Wasserstands durch Aufschütten der Flusssohle und des Bodenaustausches an noch stärker mit Bodenschadstoffen (Schwermetalle) belasteten Stellen, ein Rückbau einiger Wehre, um ein durchgehendes Biotop für Wassertiere wie Fische zu schaffen.

### Kritik/Reflexion
Das Potenzial, das die Wuhle hinsichtlich einer Renaturierung bietet, wird allerdings nicht voll ausgeschöpft. So zielen die Maßnahmen fast nur auf die Verbesserung der Wasserqualität ab, um die relativ hochbelasteten Folgegewässer wie Spree und Havel zu entlasten, als vielmehr die Wuhle mit ihren angrenzenden Biotopen zu beleben. Die Fläche des Wuhletals wird nicht für eine eigentlich naheliegende und in anderen Fällen praktizierte Remäandrierung (Laufverlängerung) ausgenutzt und für die Gebiete südlich der B 1/B 5 gibt es keine Konzepte. Im Gegenteil, das an die Wuhle grenzende Gebiet Biesdorf-Süd wurde sogar im Flächennutzungsplan für eine Bebauung mit Wohnungen vorgesehen, was die Versiegelung links der Wuhle erhöht und die Retentionsbemühungen (Anstreben einer niedrigeren Fließgeschwindigkeit) stört. Weiterhin ist die Wuhle ab dem Wuhlebecken immer noch mit Schotter befestigt, anstatt auf natürliche Maßnahmen wie zum Beispiel Weidenbepflanzung zurückzugreifen. Resümierend kann festgestellt werden, dass noch ein Umdenken von kurzfristigen Unterhaltungsmaßnahmen zu einer nachhaltigen Renaturierung notwendig ist.